# 마리아에게 경배를
마리아에게 경배를(Hail Mary, Je Vous Salue, Marie)은 영국에서 제작된 장 뤽 고다르 감독의 1985년 영화이다. 제35회 국제영화제에 출품되었다.

## 출연
- 쥘리에트 비노슈

### 조연
- 줄리엣 비노쉬
- Anne Gautier
- 조앙 레쌍